# Kalana Greene
Kalana Greene (ur. 13 lipca 1987 w St. Stephen) – amerykańska koszykarka grająca na pozycji swingman.
Obecnie zawodniczka czołowego polskiego klubu Ford Germaz Ekstraklasy – CCC Polkowice. Wcześniej zawodniczka KSSSE AZS PWSZ Gorzów Wielkopolski.

## Kluby
- 2005-2010  Connecticut Huskies (NCAA)
- 2010  New York Liberty
- 2011  Connecticut Sun
- 2010-2011  KSSSE AZS PWSZ Gorzów Wielkopolski
- 2011  CCC Polkowice

## Osiągnięcia
- NCAA 2009

klub:  Connecticut Huskies –  złoty medal
- NCAA 2010

klub:  Connecticut Huskies –  złoty medal
- Ford Germaz Ekstraklasa 2010/2011

klub:  CCC Polkowice –  srebrny medal